# Dnepr Mogilev
O FC Dnepr Mogilev (em russo: Фк Днепр) é um clube bielorrusso de futebol da cidade de Mahilou. Atualmente compete na Vysshaya Liga. Seu estádio é o Spartak Stadion.

## Titulos
- Vysshaya Liga: (1998)

## Elenco
Nota: Bandeiras indicam equipe nacional, conforme definido pelas regras de elegibilidade da FIFA. Os jogadores podem ter mais de uma nacionalidade não-FIFA.
| N.º |              | Posição | Jogador             |
| --- | ------------ | ------- | ------------------- |
| 1   | Bielorrússia | G       | Ruslan Kapantsow    |
| 2   | Bielorrússia | D       | Yawhen Kapaw        |
| 3   | Ucrânia      | D       | Andriy Honchar      |
| 4   | Bielorrússia | D       | Dzyanis Obrazaw     |
| 5   | Bielorrússia | D       | Eduard Zhawneraw    |
| 6   | Bielorrússia | D       | Uladzimir Shuneyka  |
| 7   | Bielorrússia | D       | Alyaksandr Bychanok |
| 8   | Bielorrússia | M       | Maksim Karpovich    |
| 9   | Bielorrússia | D       | Ivan Magal          |
| 10  | Bielorrússia | A       | Vladimir Yurchenko  |
| 11  | Ucrânia      | M       | Dmytro Tereshchenko |
| 12  | Bielorrússia | M       | Andrey Paryvaew     |
| 14  | Bielorrússia | M       | Dzmitry Turlin      |

| N.º |              | Posição | Jogador            |
| --- | ------------ | ------- | ------------------ |
| 15  | Lituânia     | A       | Fyodor Chernykh    |
| 16  | Bielorrússia | G       | Vladimir Zhurov    |
| 17  | Bielorrússia | A       | Andrey Latypaw     |
| 18  | Ucrânia      | M       | Oleksiy Tupchiy    |
| 19  | Bielorrússia | D       | Aleksandr Shupikov |
| 20  | Bielorrússia | D       | Mikhail Kazlou     |
| 24  | Ucrânia      | D       | Andriy Raspopov    |
| 25  | Bielorrússia | G       | Ilya Matalyha      |
| 30  | Bielorrússia | G       | Barys Pankrataw    |
| 32  | Bielorrússia | A       | Andrey Lyasyuk     |
| 39  | Bielorrússia | A       | Ihar Zyankovich    |
| 92  | Bielorrússia | M       | Dzmitry Kalachow   |